# Calymperopsis tjibodensis
Calymperopsis tjibodensis là một loài rêu trong họ Calymperaceae. Loài này được M. Fleisch. M. Fleisch. mô tả khoa học đầu tiên năm 1913.